# Maladie professionnelle due au chrome
Pour les articles homonymes, voir Chrome (homonymie).
L'intoxication au chrome est reconnue comme maladie professionnelle en France dans certains cas. Il peut être responsable de cancers.
Cet article relève du domaine de la législation sur la protection sociale et a un caractère davantage  juridique que médical.

## Législation en France

### Régime général
| Fiche maladie professionnelle | Fiche maladie professionnelle | Fiche maladie professionnelle |
| Ce tableau définit les critères à prendre en compte pour qu'une affection provoquée par l'acide chromique ou ses dérivés soit prise en charge au titre de la maladie professionnelle | Ce tableau définit les critères à prendre en compte pour qu'une affection provoquée par l'acide chromique ou ses dérivés soit prise en charge au titre de la maladie professionnelle | Ce tableau définit les critères à prendre en compte pour qu'une affection provoquée par l'acide chromique ou ses dérivés soit prise en charge au titre de la maladie professionnelle                                                              |
| Régime Général. Date de création : 12 juillet 1936 | Régime Général. Date de création : 12 juillet 1936 | Régime Général. Date de création : 12 juillet 1936 |
| Tableau N° 10 RG | Tableau N° 10 RG | Tableau N° 10 RG |
| Ulcérations et dermites provoquées par l'acide chromique, les chromates et bichromates alcalins, le chromate de zinc et le sulfate de chrome.                                        | Ulcérations et dermites provoquées par l'acide chromique, les chromates et bichromates alcalins, le chromate de zinc et le sulfate de chrome.                                        | Ulcérations et dermites provoquées par l'acide chromique, les chromates et bichromates alcalins, le chromate de zinc et le sulfate de chrome. |
| --- | --- | --- |
| Désignation des Maladies | Délai de prise en charge | Liste indicative des principaux travaux susceptibles de provoquer ces maladies |
| Ulcérations nasales | 30 jours | Préparation, emploi, manipulation de l'acide chromique, des chromates et bichromates alcalins, du chromate de zinc et du sulfate de chrome, notamment :                                                                                           |
| Ulcérations cutanées chroniques ou récidivantes | 30 jours | |
| Lésions eczématiformes récidivant en cas de nouvelle exposition au risque ou confirmées par un test épicutané                                                                        | 15 jours | - Fabrication de l'acide chromique, des chromates et bichromates alcalins ; - Fabrication de pigments (jaune de chrome, etc.) au moyen de chromates ou bichromates alcalins ; - Emploi de bichromates alcalins dans le vernissage d’ébénisterie ; |
| | | - Emploi des chromates ou bichromates alcalins comme mordants en teinture ; - Tannage au chrome ; - Préparation, par procédés photomécaniques, de clichés par impression ; - Chromage électrolytique des métaux                                   |
| Date de mise à jour : 21 novembre 2003 | | |

### Régime agricole
| Fiche maladie professionnelle | Fiche maladie professionnelle | Fiche maladie professionnelle |
| Ce tableau définit les critères à prendre en compte pour qu'une affection provoquée par l'acide chromique ou ses dérivés soit prise en charge au titre de la maladie professionnelle | Ce tableau définit les critères à prendre en compte pour qu'une affection provoquée par l'acide chromique ou ses dérivés soit prise en charge au titre de la maladie professionnelle | Ce tableau définit les critères à prendre en compte pour qu'une affection provoquée par l'acide chromique ou ses dérivés soit prise en charge au titre de la maladie professionnelle                 |
| Régime Agricole. Date de création : 15 janvier 1976 | Régime Agricole. Date de création : 15 janvier 1976 | Régime Agricole. Date de création : 15 janvier 1976 |
| Tableau N° 34 RA | Tableau N° 34 RA | Tableau N° 34 RA |
| Ulcérations et dermites provoquées par l'acide chromique, les chromates et bichromates alcalins, le chromate de zinc et le sulfate de chrome.                                        | Ulcérations et dermites provoquées par l'acide chromique, les chromates et bichromates alcalins, le chromate de zinc et le sulfate de chrome.                                        | Ulcérations et dermites provoquées par l'acide chromique, les chromates et bichromates alcalins, le chromate de zinc et le sulfate de chrome.                                                        |
| --- | --- | --- |
| Désignation des Maladies | Délai de prise en charge | Liste indicative des principaux travaux susceptibles de provoquer ces maladies |
| Ulcérations nasales | 30 jours | Travaux comportant l'emploi et la manipulation de l'acide chromique, des chromates et bichromates alcalins, du chromate de zinc et du sulfure de chrome, utilisés purs ou en association notamment : |
| Ulcérations cutanées chroniques ou récidivantes | 30 jours | - dans les laiteries et laboratoires de contrôle ; |
| Lésions eczématiformes (cf. tableau 44). | Cf. tableau 44 | - pour le traitement des peaux ; |
| | | - dans les conserveries de champignons et pour la production de mycélium ; - dans les ateliers d'imprimerie et de photographie.                                                                      |
| Date de mise à jour : 15 janvier 1985 | | |

### Affection respiratoire
| Fiche maladie professionnelle | Fiche maladie professionnelle | Fiche maladie professionnelle |
| Ce tableau définit les critères à prendre en compte pour qu'une affection respiratoire provoquée par l'acide chromique ou ses dérivés soit prise en charge au titre de la maladie professionnelle | Ce tableau définit les critères à prendre en compte pour qu'une affection respiratoire provoquée par l'acide chromique ou ses dérivés soit prise en charge au titre de la maladie professionnelle | Ce tableau définit les critères à prendre en compte pour qu'une affection respiratoire provoquée par l'acide chromique ou ses dérivés soit prise en charge au titre de la maladie professionnelle |
| Régime Général. Date de création : 22 janvier 1982 | Régime Général. Date de création : 22 janvier 1982 | Régime Général. Date de création : 22 janvier 1982 |
| Tableau N° 10 bis RG | Tableau N° 10 bis RG | Tableau N° 10 bis RG |
| Affections respiratoires provoquées par l'acide chromique, les chromates et bichromates alcalins                                                                                                  | Affections respiratoires provoquées par l'acide chromique, les chromates et bichromates alcalins                                                                                                  | Affections respiratoires provoquées par l'acide chromique, les chromates et bichromates alcalins                                                                                                  |
| --- | --- | --- |
| Désignation des Maladies | Délai de prise en charge | Liste indicative des principaux travaux susceptibles de provoquer ces maladies |
| Rhinite récidivant en cas de nouvelle exposition au risque ou confirmée par test | 7 jours | Chromage électrolytique des métaux ; |
| Asthme objectivé par des explorations fonctionnelles respiratoires récidivant en cas de nouvelle exposition au risque ou confirmé par test.                                                       | 7 jours | Fabrication, manipulation, emploi de chromates et bichromates alcalins. |
| Date de mise à jour : 11 février 2003 | | |

### Affection cancéreuse
| Fiche maladie professionnelle | Fiche maladie professionnelle | Fiche maladie professionnelle |
| Ce tableau définit les critères à prendre en compte pour qu'une affection cancéreuse provoquée par l'acide chromique ou ses dérivés soit prise en charge au titre de la maladie professionnelle | Ce tableau définit les critères à prendre en compte pour qu'une affection cancéreuse provoquée par l'acide chromique ou ses dérivés soit prise en charge au titre de la maladie professionnelle | Ce tableau définit les critères à prendre en compte pour qu'une affection cancéreuse provoquée par l'acide chromique ou ses dérivés soit prise en charge au titre de la maladie professionnelle            |
| Régime Général. Date de création : 22 juin 1984 | Régime Général. Date de création : 22 juin 1984 | Régime Général. Date de création : 22 juin 1984 |
| Tableau N° 10 ter RG | Tableau N° 10 ter RG | Tableau N° 10 ter RG |
| Affections cancéreuses causées par l'acide chromique et les chromates et bichromates alcalins ou alcalinoterreux ainsi que par le chromate de zinc.                                             | Affections cancéreuses causées par l'acide chromique et les chromates et bichromates alcalins ou alcalinoterreux ainsi que par le chromate de zinc.                                             | Affections cancéreuses causées par l'acide chromique et les chromates et bichromates alcalins ou alcalinoterreux ainsi que par le chromate de zinc.                                                        |
| --- | --- | --- |
| Désignation des Maladies | Délai de prise en charge | Liste indicative des principaux travaux susceptibles de provoquer ces maladies |
| - A – Cancer broncho-pulmonaire primitif. | - A – 30 ans (sous réserve d’une durée d’exposition de 5 ans) | - A – Fabrication et conditionnement de l'acide chromique, des chromates et bichromates alcalins. Fabrication du chromate de zinc. Travaux de mise au bain dans les unités de chromage électrolytique dur. |
| - B – Cancer des cavités nasales | - B – 30 ans (sous réserve d’une durée d’exposition de 10 ans) | - B – Fabrication, manipulation et conditionnement de l’acide chromique, des chromates et bichromates alcalins ; Fabrication de chromate de zinc.                                                          |
| Date de mise à jour : 11 février 2003 | | |

## Sources spécifiques
- (fr) Tableau N° 10 des maladies professionnelles du régime Général
- (fr) Tableau N° 34 des maladies professionnelles du régime Agricole

## Sources générales
- (fr) Tableaux du régime Général sur le site de l’AIMT
- (fr) Guide des maladies professionnelles sur le site de l’INRS